# Torre degli Scappi

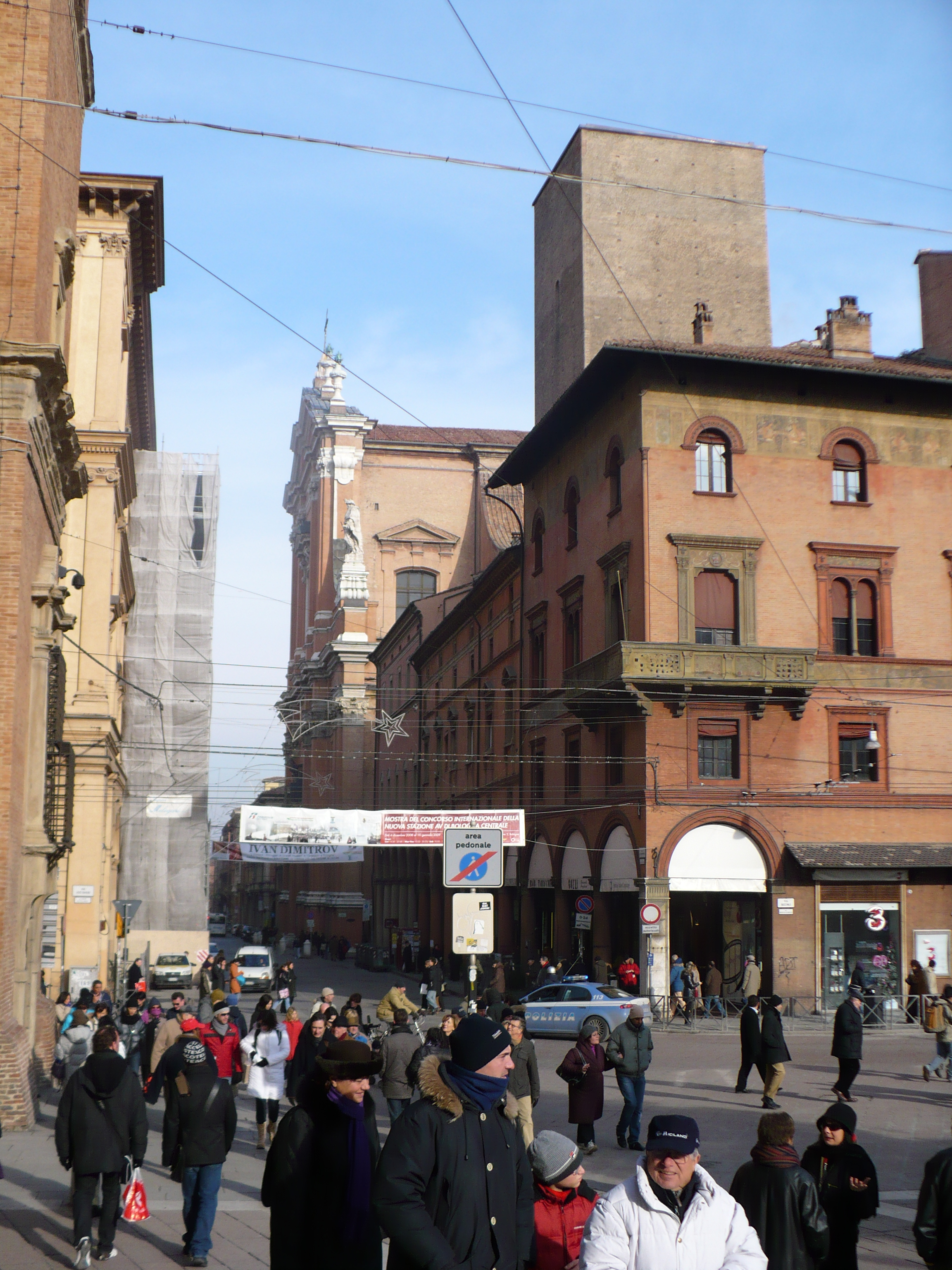
Torre degli Scappi von der ‚‚Piazza del Nettuno‘‘ aus; im Hintergrund die Peterskathedrale

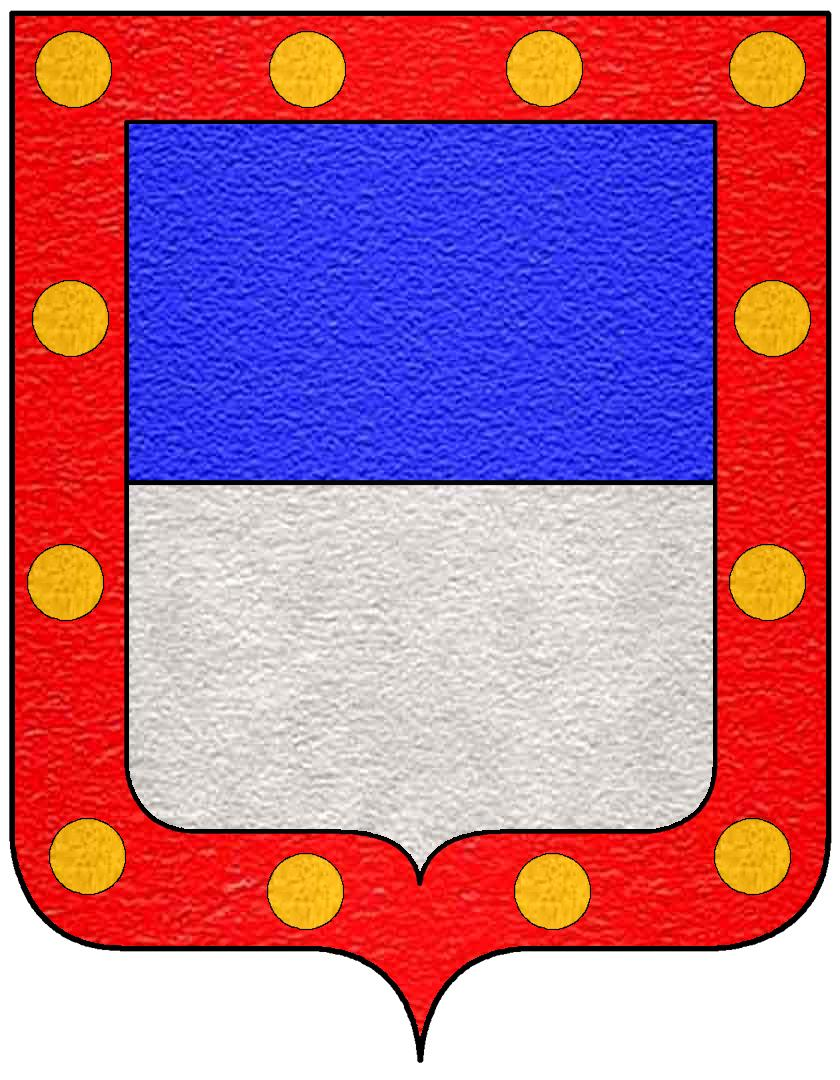
Wappen der Scappis

Die Torre degli Scappi ist einer der etwa 20 Geschlechtertürme, die es noch im historischen Zentrum von Bologna in der italienischen Region Emilia-Romagna gibt.

## Beschreibung
Der Turm liegt am Beginn der Via Independenza in der Innenstadt, ist heute 38,4 Meter hoch und stammt aus dem Jahr 1219 oder 1220. Die Dicke der Mauern von 2,9 Metern an der Basis sagt uns, dass er höher geplant gewesen sein muss, um den benachbarten Torre dei Prendiparte und Torre degli Azzoguidi Konkurrenz zu machen, aber nie fertig gebaut wurde.
Heute ist der untere Teil des Turms bis zu einer Höhe von etwa 20 Metern in die Casa Coccapani aus dem 16. Jahrhundert integriert, sodass nur noch der obere Teil sichtbar ist. Im Erdgeschoss liegt eine der ältesten und feinsten Werkstätten von Bologna, La Coroncina (dt.: Das Krönchen), die 1694 gegründet wurde, wogegen sich weiter unten ein unterirdischer Raum findet, der eine zwei Meter hohe Tonnengewölbedecke hat, was für einen Turm ziemlich ungewöhnlich ist.

## Geschichte
Unter den Familien Bolognas, die die alten Geschlechtertürme bauen ließen, war die der Scappis ein der wenigen, die bis in die fortgeschrittene Neuzeit im Rampenlicht des öffentlichen Lebens der Stadt blieben. Die Scappis starben erst 1707 aus.
Es gibt eine Legende, die sich allerdings als falsch erwiesen hat, nach der die Familie ihren Namen nach einer Frau erhielt, die aus einem Fenster der Häuser in der Nähe des Turms schaute und Zeugin des Fluchtversuches des Königs Enzio von Sardinien wurde, der im benachbarten Palazzo Re Enzo gefangen gehalten wurde. Der Souverän war in einem Korb versteckt, aber seine blonden Haare hingen heraus und die Frau schrie, als sie es sah: „Scappa, scappa!“ (dt.: Flucht, Flucht!). So sorgte sie dafür, dass der Flüchtling entdeckt wurde.
Die Scappi nahmen an zwei Kreuzzügen teil und aus ihren Reihen kamen Universitätsprofessoren (darunter Ugolino Scappi), wertvolle Kapitäne und Soldaten, aber auch ein Bischof (Alessandro Scappi).